# 前原圭一
前原 圭一（まえばら けいいち）は、『ひぐらしのなく頃に』に登場する架空の人物である（声：保志総一朗/演：前田公輝（映画版）、稲葉友（テレビドラマ版））。

## 概要
鬼隠し編・綿流し編・祟殺し編およびPS2版「祭」、DS版「絆」の主人公。クレジットでは常に1番上にくるシリーズ通しての主人公である。
茶色の髪と紫の目を持ち、髪型は1980年代前半、若者の間でポピュラーだったロングショートのボブタイプであり、目はやや長くのびた三白眼である。

## 人物
昭和58年5月に東京から雛見沢へ引っ越してきた少年。転校してきて間もなく、村の人に名前を覚えられるほど溶けこむ。成績優秀で頭の回転が早く、口先が大変達者で、特に同性に対しての効果は絶大（しかし、ここぞと言うときには吃驚するくらいの動揺・口下手・説明不足で相手によく誤解を与える）。まわりを扇動させる天性の才能を指して、部活メンバーから「口先の魔術師」との二つ名が付けられるほどである。追い詰められた時にこそ力を発揮するタイプ。料理は苦手で、野菜炒めを作ろうとして家を焼きかけたことがあるが、デイキャンプの経験で飯盒炊爨はできる。誕生日は4月13日。ひぐらしのなく頃に祭では、盥回し編の圭一の発言で中学生と判明。受験生の魅音より一つ下なので、中学二年生。
ドラマCD贄流し編では水泳が全く出来ない設定であるが、羞晒し編では泳ぎが得意という設定になっている。贄流し編はコンテスト応募作品であり、羞晒し編は原作者竜騎士07の書下ろしなのでこちらが公式設定といえる。
いい意味でも悪い意味でも作中における「イレギュラー要素の塊」であり、惨劇と雛見沢滅亡の運命をもたらす3つのルール（皆殺し編）全てを打破するための中心的位置に立ち、惨劇回避の道へ皆を導くことができるたった一人の人物。
レナや魅音から思いを寄せられながらも恋愛面に関しては鈍感だが、ストーリーによっては彼女らに対する感情を自覚しかける展開もある。

### 呼び名
とある事件で亀田を説得し、自身の名前を聞かれた際には「K」と名乗った。以降、亀田からは「K」と呼ばれることが多い。
主な呼び名は「口先の魔術師」「萌えの伝道師」など様々な種類があり、本人も自分から名乗るくらい好んで使用している。

### 性格
直情的で典型的な熱血漢、好奇心旺盛で行動派な少年であり、お調子者。反面、無神経でデリカシーがなく、女心には相当鈍感なところがある。魅音に矯正不能と言われるほどの「オヤジ」的な思考回路の持ち主。考えていることの細部まで具体的に表情に出てしまう。制服マニアだが、入江や父に比べてまだまだマニアとして未熟であると自分で思っている。人情に厚く、つねに他人を思いやる優しさを持つが、やや短気で血の気が多く物事をはっきりさせないと気がすまないため自暴自棄になることもある、ただし少なくとも自覚はしているようで他人に言われたら反省する常識さも持つ。
出題編では、追い詰められると精神が薄弱となり感情が非常に不安定になる。鬼隠し編では好奇心から怪死事件に関わり仲間たちを殺害するが、罪滅し編では鬼隠し編でレナ、魅音を殺害するという自分の犯した罪に気づき、次第に主人公らしい姿を見せるようになる。罪滅し編では惨劇そのものを未然に防ぎ、皆殺し編以降は村全体の悪弊を打ち破る「新しい風」と呼ばれるほどにまで成長した。
それと同時に、自ら燃え上がることで、仲間たちの心に火を付ける着火点となり、持ち前の行動力、瞬発力を生かして、先陣として道を切り開く「赤い炎」としての役割にも目覚める。疑心暗鬼に負けずに仲間を信じる強い気持ち、絶望的運命にも諦めず打破してみせる行動力、周囲の人間を次々味方に引き込んでいくカリスマといったものを繰り返される悲劇の中で身に着けていった成長型の英雄といっても良いであろう。物語の後半では圭一の行動や言動が、梨花が諦めかけた運命に抗おうとするきっかけにもなっている。
彼の口癖の一つに「クールになれ、前原圭一!」というのがある。これは、彼が追い詰められた時に冷静（クール）になろうとした時に言うセリフだが、実際は余計に錯乱し事態が悪化することから、彼のあだ名の「K」と英語の「COOL」を組み合わせた「KOOL」という造語が氾濫した（アフリカ系アメリカ人のスラングとして広く使われていた言葉でもある）。これは当初圭一のあだ名だったが、解答編にて圭一の活躍と「クールになれ! ○○!」という発言をするキャラクターが度々現れ（目明し編の詩音、罪滅し編のレナ、祭囃し編の雲雀13など）、彼らの言う「クールな行動（自称）」を指すようになった。
彼のとる行動は、一年前に失踪した悟史のものとよく似ており、部活メンバーはその面影を圭一に重ねている。

### 家族構成
画家である父・伊知郎と母・藍子の3人家族。なお、彼らの自宅は雛見沢の中では大きいほうなので「前原屋敷」と呼ばれている。なお、圭一の「口先の魔術師」、「固有結界」の能力は本人曰く父親譲りである。

### ゲームスタイル
部活でのゲームスタイルは、相手に翻弄されることも多いが、窮地に陥ることで本領を発揮。モチベーションやその日のコンディションによってかなり浮き沈みが激しい。持ち前の頭脳と口先の魔術を活かしたアジテーションや心理戦による一発逆転を得意としているが詰めが甘く、主に沙都子の手痛い反撃にあったり自滅することも多い。

## 過去
雛見沢に引っ越してくる以前、特進クラスへと入り成績を伸ばしていったが、それが原因で周囲からのいじめに遭い、さらには受験ストレスから、複数の小児をモデルガンで狙った児童連続襲撃事件を起こしてしまう。そんな中1人の少女が目に被弾したことで罪の意識から両親に犯行を告白し警察に出頭する。多額の示談金を支払うことで保護観察処分として事件を解決し、逃げるように一家で雛見沢に引っ越してきた。この一件を罪滅し編にて古手梨花、北条沙都子、園崎魅音に告白する。
賽殺し編において、あの忌まわしい事件から学んだからこそ今の自分があると、それまで逃げ続けてきた過去をついに直視し、今後の人生において罪滅しを行うスタート地点に立てたことを語っている。羽入によれば、賽殺し編の圭一は、受験ストレスを上手く乗り越えることができ、先述のモデルガン襲撃事件を起こさなかった。そのため転校してくる理由がなく、彼の代わりに失踪しなかった悟史が登場する。

## 業/卒
鬼騙し編では、弁当を持ってきたフリをしたレナに襲われるも病院に搬送され生存、それまで何があったかを魅音に聞かされる。綿騙し編では、身を案じた魅音によって園崎本家に監禁され、なんとか脱出しようとするが扉に打ち付けた頭から流血、意識を失い、救出され生存、今までのことを大石に教えられる。祟騙し編では、沙都子にあるものを渡したいと北条家に連れて行かれ、そこで鉄平と遭遇、バットで殴られるが応戦、ともにその場に倒れこみ、その後は入院、レナに大石が凶行に走ったことを教えられる。猫騙し編では、雛見沢症候群の末期症状を発症してエンジェルモートでバットを使い、その場にいた複数の客や女性店員を襲った世界もあった。
部活メンバーたちと鷹野の野望を阻止した翌年、卒業した魅音に代わって圭一が部活の部長に就任、沙都子が得意だったダーティプレイを禁止していた。聖ルチーア学園進学を目指す梨花と沙都子の勉強も見ていた。後にレナ、魅音と同じ穀倉大学に進学。
鬼明し編では、レナの行動に不安を感じたものの、梨花からのアドバイスを信じてレナを受け入れるが殺害されかけ応戦。死闘の末、レナを殺害し、自らは意識不明の重体に陥る。
祟明し編では、沙都子に連れられ北条家に連れていかれ、沙都子に背後からバッドで何度も殴られ意識を失った上で事前に撲殺されていた鉄平の傍に倒れこまされる。